# Leucon americanus
Leucon americanus är en kräftdjursart som beskrevs av John Todd Zimmer 1943. Leucon americanus ingår i släktet Leucon och familjen Leuconidae. Inga underarter finns listade i Catalogue of Life.